# كريستيان روبن (مستشرق)
كريستيان جوليان روبن أو روبان (بالفرنسية: Christian Julien Robin)‏ عالم آثار فرنسي بارز مختص في تاريخ شبه الجزيرة العربية (ولد يوم 12 مايو من العام 1943) ودرس في معهد الدراسات السياسية بباريس، وحصل على دكتوراة في الدراسات العربية، وهو عضو في أكاديمية النقوش والرسائل الجميلة. وهو أيضاً المدير الفخري للمركز القومي للأبحاث العلمية في فرنسا، ومؤسس المركز الفرنسي للأبحاث في صنعاء، اليمن، كما عمل مديرا للعديد من البعثات الآثارية والمشاريع البحثية. للدكتور روبن مؤلفات عديدة حول اليمن وتاريخه. كما قام بمراجعة العديد من المنشورات العلمية.

## سيرته المهنية
- عام 1964: تخرج من معهد الدراسات السياسية في باريس.
- عام 1967: حصل على شهادة في اللغات الشرقية الحية (اللغة العربية الفصحى).
- ما بين عام 1970 وعام 2010: عمل كمهندس، وبعد ذلك أصبح باحثًا مشاركًا في عام 1978، ثم مدير أبحاث في عام 1986 في المركز الوطني الفرنسي للبحث العلمي (C.N.R.S).
- ما بين عام 1976 وعام 1984: شغل منصب محاضر في القسم الرابع للمدرسة العليا للدراسات العملية.
- عام 1978: حصل على شهادة من المدرسة العليا للدراسات العملية في القسم الرابع.
- ما بين عام 1980 وعام 1985: قام بتدريس في جامعة سوربون نوفيل - باريس الثالثة.
- ما بين عام 1982 وعام 1987: شغل منصب مدير مركز الدراسات الفرنسي لليمن في صنعاء.
- ما بين عام 1985 وعام 1997: قام بتدريس في جامعة بروفانس.
- عام 1993: حصل على شهادة الدكتوراة في الآداب.
- ما بين عام 1994 وعام 2000: شغل منصب مدير مساعد، ثم مدير في عام 1997 في معهد البحوث والدراسات حول العالم العربي والإسلامي (IREMAM).
- عام 1997: تم تعيينه كعضو فرنسي في الأكاديمية الفرنسية للنقوش والآداب الجميلة.
- ما بين عام 2001 وعام 2010: شغل منصب مدير مختبر الدراسات السامية القديمة، وبعد ذلك مدير لوحدة البحث "الشرق والبحر الأبيض المتوسط" (C.N.R.S، باريس الرابعة، باريس الأولى، المدرسة العليا للدراسات العملية، كوليج دي فرانس).
- منذ عام 2011: مدير أبحاث فرنسي من الدرجة الاستثنائية في C.N.R.S.

### أنشطة أخرى:
- كان مديرًا للبعثة الأثرية الفرنسية في الجمهورية العربية اليمنية (MAFRAY) من عام 1978 إلى عام 1989.
- كان مديرًا للبعثة "قتبان" في اليمن من عام 1988 إلى عام 2010.
- قاد البعثة الأثرية الفرنسية في تيغراي (إثيوبيا) عام 1996.
- كان مسؤولًا عن الجانب الفرنسي في البعثة الفرنسية السعودية المشتركة للبحث النقوشية في منطقة نجران منذ عام 2005.
- كان خبيرًا في النقوش للبعثة الأثرية الإيطالية في اليمن منذ عام 1987.

### مناصب قيادية أخرى:
- كان رئيس اللجنة الفرعية لإفريقيا والجزيرة العربية في اللجنة الاستشارية للبحوث الأثرية في الخارج بوزارة الشؤون الخارجية.
- كان رئيس مجلس البحوث العلمية في مركز البحوث الفرنسي في القدس.
- كان رئيس القسم 33 "تكوين العالم الحديث" في C.N.R.S. من عام 2000 إلى عام 2004.
- كان رئيسًا ومؤسسًا لجمعية الآثاريين والفيلولوجيين ومؤرخي العربية عام 1989.
- تم تكريمه بوسام الثقافة والفنون من جمهورية اليمن.

## روابط خارجية
صفحة كرستيان روبن على موقع أكاديميا حيث يتيح معظم أبحاثه: https://cnrs.academia.edu/ChristianRobin